# Кругле (озеро, Севастополь)
Кругле (крим. Kruğle) — озеро, розташоване на крайньому заході Гагарінського району, нині фактично частина Круглої бухти. Площа — 0,05 км. Тип загальної мінералізації — солоне. Походження — лиманове. Група гідрологічного режиму — безстічне.

## Географія
Входить в Херсонеську групу озер. Площа водозбірного басейну — 0,92 км². Довжина — 320 м. Ширина найбільша — 200 м. Глибина найбільша — 1,0 м. Висота над рівнем моря: -0,4 м. Найближчий населений пункт — Севастополь.
Озеро Кругле було відокремлене від Чорного моря піщаним пересипом. Розташоване на північ від перехрестя проспекту Героїв Сталінграда та вулиці Героїв Бреста, у мікрорайону Севастополя Комишева бухта, розташованого на південний захід від озера.
Солоність ропи в літній період досягає 7-10 %, склад вод морський. Донні відкладення раніше були представлені сірими засоленими илами потужністю 1,5-3 м. Верхній шар мулу темний, склад дрібнозернистий з уламками черепашок.
Середньорічна кількість опадів — близько 400 мм. Живлення: морські води, поверхневий стік малий і спостерігається рідко. Постійних виходів підземних вод немає.